# (2880) Nihondaira
(2880) Nihondaira – planetoida z pasa głównego asteroid okrążająca Słońce w ciągu 3 lat i 100 dni w średniej odległości 2,2 j.a. Została odkryta 8 lutego 1983 roku w obserwatorium w Geisei przez Tsutomu Seki. Nazwa planetoidy pochodzi od Obserwatorium Nihondaira. Przed nadaniem nazwy planetoida nosiła oznaczenie tymczasowe (2880) 1983 CA.